# Candida rhagii
Candida rhagii är en svampart som först beskrevs av Diddens & Lodder, och fick sitt nu gällande namn av Jurzitza, Kühlw. & Kreger-van Rij 1960. Candida rhagii ingår i släktet Candida, ordningen Saccharomycetales, klassen Saccharomycetes, divisionen sporsäcksvampar och riket svampar.   Inga underarter finns listade i Catalogue of Life.